# 正規拡大
抽象代数学において、体の代数拡大 L/K は、L が K[X] の多項式の族の分解体(splitting field)であるときに、正規（英: normal）という。ブルバキはそのような拡大を準ガロワ拡大(quasi-Galois extension) と呼んでいる。

## 同値な性質、および例
L/K の正規性は以下の性質のいずれとも同値である。Ka を K の L を含む代数的閉包とする。
- K 上恒等写像であるような L の Ka へのすべての埋め込み は σ(L) = L を満たす。言い換えると、σ は L の K-同型である。
- L に根をもつような K[X] のすべての既約多項式は L に根をすべてもつ。すなわち、L[X] において一次式に分解する。（多項式は L で 分解する (split) と言う。）

L が K の有限次分離拡大（例えば、これは K が有限体か標数 0 であれば自動的に満たされる）であれば、次の性質もまた同値である。
- 根が K の元とともに L を生成するような既約多項式が存在する。（L はその多項式の分解体であると言う。）

例えば、{\displaystyle \mathbb {Q} ({\sqrt {2}})} は {\displaystyle \mathbb {Q} } の正規拡大である。なぜならば、x2 − 2 の分解体だからである。一方、{\displaystyle \mathbb {Q} ({\sqrt[{3}]{2}})} は {\displaystyle \mathbb {Q} } の正規拡大ではない。なぜならば、既約多項式 x3 − 2 はその中に1つの根（すなわち {\displaystyle {\sqrt[{3}]{2}}}）をもつが、すべてではない（2 の虚3乗根をもたない）からである。
{\displaystyle \mathbb {Q} ({\sqrt[{3}]{2}})} は {\displaystyle \mathbb {Q} } の正規拡大でないという事実は上記3つの性質のうちの1つ目を使っても確かめられる。代数的数体 {\displaystyle \mathbb {A} } は {\displaystyle \mathbb {Q} } の代数的閉包であって {\displaystyle \mathbb {Q} ({\sqrt[{3}]{2}})} を含む。一方、
{\displaystyle \mathbb {Q} ({\sqrt[{3}]{2}})=\{a+b{\sqrt[{3}]{2}}+c{\sqrt[{3}]{4}}\in \mathbb {A} \,|\,a,b,c\in \mathbb {Q} \}}
であり、ω を2の虚三乗根の1つとすれば、写像
{\displaystyle {\begin{array}{rccc}\sigma :&\mathbb {Q} ({\sqrt[{3}]{2}})&\longrightarrow &\mathbb {A} \\&a+b{\sqrt[{3}]{2}}+c{\sqrt[{3}]{4}}&\mapsto &a+b\omega {\sqrt[{3}]{2}}+c\omega ^{2}{\sqrt[{3}]{4}}\end{array}}}
は {\displaystyle \mathbb {Q} ({\sqrt[{3}]{2}})} の {\displaystyle \mathbb {A} } への埋め込みであって、{\displaystyle \mathbb {Q} } への制限は恒等写像である。しかしながら、σ は {\displaystyle \mathbb {Q} ({\sqrt[{3}]{2}})} の同型写像ではない。
任意の素数 p に対して、拡大 {\displaystyle \mathbb {Q} ({\sqrt[{p}]{2}},\zeta _{p})} は次数 p(p − 1) の正規拡大である。これは xp − 2 の分解体である。ここで {\displaystyle \zeta _{p}} は任意の 1 の原始 p 乗根を表す。体 {\displaystyle \mathbb {Q} ({\sqrt[{3}]{2}},\zeta _{3})} は {\displaystyle \mathbb {Q} ({\sqrt[{3}]{2}})} の正規閉包（下記参照）である。

## 他の性質
L を体 K の拡大とすると、
- L が K の正規拡大で E が中間体（すなわち L ⊃ E ⊃ K）であれば、L は E の正規拡大である。E は K の正規拡大とは限らない。
- E と F が L に含まれる K の正規拡大であれば、合成体 EF および共通部分 E ∩ F も K の正規拡大である。

## 正規閉包
K が体で L が K の代数拡大であれば、L の代数拡大 M が存在して M は K の正規拡大となる。しかも、同型を除いて、極小な、つまり、L を含み K の正規拡大であるような M の唯一の部分体は M 自身であるような、そのような拡大は唯一である。この拡大は K の拡大 L の正規閉包 (normal closure) と呼ばれる。
L が K の有限次拡大であれば、その正規閉包もまた有限次拡大である。